# سلاسة
سلاسة هي كومونا في مدينة تورينو الحضرية في المنطقة الإيطالية بيدمونت، وتقع على بعد حوالي 35 كيلو متر (22ميل) شمال تورينو في منطقة كانافيز التقليدية .

## المعالم السياحية الرئيسية
- بوابة برج أسطوانة (ذات قاعدة مستطيلة) من القرن الثالث , تقف عند 24 م .
- كنيسة أبرشية القديس يوحنا المعمدان , على الطراز الباروكي النيوكلاسيكي المتأخر.

1. ↑  All demographics and other statistics: Italian statistical institute المعهد الوطني للإحصاء.
2. ↑  GeoNames (بالإنجليزية), 2005, QID:Q830106

## روابط خارجية
- الموقع الرسمي